# Ad Astra (convención)
Ad Astra es una convención de ciencia ficción y fantasía de periodicidad anual realizada en Toronto, Canadá, desde el año 1980 (excepto en 1981 y 1999). Dentro de las actividades que incluyen esta convención se encuentran: presentaciones de invitados de honor, panel de expertos y muestras de arte, así como también una amplia variedad de salones cuya gestión es de carácter privado. Algunos otros eventos que incluye esta reunión se asocian a salones de juegos y lanzamientos de libros, entre otros.

## Lista de Ad Astras
| Fecha                                               | Lugar                                                 | Localidad            | Invitados de honor |
| --------------------------------------------------- | ----------------------------------------------------- | -------------------- | --- |
| 13 de junio de 1980 - 15 de junio de 1980           | Ramada Inn Downtown                                   | Toronto, Ontario     | James Hogan, Steve Simmons |
| 11 de junio de 1982 - 13 de junio de 1982           | Cara Inn                                              | Mississauga, Ontario | Jerry Pournelle, Ro Lutz-Nagey |
| 23 de septiembre de 1983 - 25 de septiembre de 1983 | Cara Inn                                              | Mississauga, Ontario | Ben Bova, Ken Fletcher |
| 08 de junio de 1984 - 10 de junio de 1984           | Howard Johnson Airport Hotel                          | Toronto, Ontario     | Dean Ing, David C. Onley, Bob Passavoy |
| 07 de junio de 1985 - 09 de junio de 1985           | Holiday Inn Airport Hotel                             | Toronto, Ontario     | David Brin, Vonda McIntyre, Mike Glyer |
| 13 de junio de 1986 - 15 de junio de 1986           | Regal Constellation Hotel                             | Etobicoke, Ontario   | Steven Brust, Roger Zelazny, Frank Kelly Freas |
| 12 de junio de 1987 - 14 de junio de 1987           | Holiday Inn Airport Hotel                             | Toronto, Ontario     | C.J. Cherryh, Elisabeth Vonarburg, Diana Gallagher Wu |
| 10 de junio de 1988 - 12 de junio de 1988           | Holiday Inn Airport Hotel                             | Toronto, Ontario     | Orson Scott Card, R.A. MacAvoy, Fran Skene, Taral |
| 09 de junio de 1989 - 11 de junio de 1989           | Regal Constellation Hotel                             | Etobicoke, Ontario   | John Varley, Kerry O'Quinn |
| 08 de junio de 1990 - 10 de junio de 1990           | Howard Johnson Airport Hotel                          | Toronto, Ontario     | Terry Pratchett, Frank Kelly Freas, Larry Stewart |
| 07 de junio de 1991 - 09 de junio de 1991           | Holiday Inn Airport Hotel                             | Toronto, Ontario     | Barbara Hambly, George Alec Effinger, Bob Eggleton |
| 05 de junio de 1992 - 07 de junio de 1992           | Sheraton Toronto East Hotel & Towers                  | Toronto, Ontario     | Katherine Kurtz, Lois McMaster Bujold, Jan Howard Finder |
| 04 de junio de 1993 - 06 de junio de 1993           | Sheraton Toronto East Hotel & Towers                  | Toronto, Ontario     | Frederik Pohl, Dave Duncan, Robin Wood |
| 17 de junio de 1994 - 19 de junio de 1994           | Sheraton Toronto East Hotel & Towers                  | Toronto, Ontario     | L. Sprague deCamp, Catherine Crook deCamp, Diane Duane, Peter Morwood, George Alec Effinger |
| 16 de junio de 1995 - 18 de junio de 1995           | Holiday Inn Yorkdale                                  | Toronto, Ontario     | Roger Zelazny, A.C. Crispin, Shawna McCarthy, Wayne Barlowe, Kim Newman, Stephen Jones, Michael Copabianco, Ellen Datlow |
| 07 de junio de 1996 - 09 de junio de 1996           | Days Inn Airport                                      | Mississauga, Ontario | Larry Niven, James P. Hogan, Philip Pullman, Robert J. Sawyer, Kathryn Cramer |
| 13 de junio de 1997 - 15 de junio de 1997           | Days Inn Airport                                      | Mississauga, Ontario | Steven Brust, Tim Powers, John Clute |
| 05 de junio de 1998 - 07 de junio de 1998           | Radisson Hotel Toronto East Don Valley                | Toronto, Ontario     | Josepha Sherman, Tanya Huff, Keith y Gary Arseneau |
| 18 de febrero de 2000 - 20 de febrero de 2000       | Best Western Primrose Hotel                           | Toronto, Ontario     | Nancy Kress, Charles de Lint, Christopher Stasheff, Scott Edelman, Lloyd y Yvonne Penney |
| 23 de febrero de 2001 - 25 de febrero de 2001       | Holiday Inn Don Valley Toronto East                   | Toronto, Ontario     | Connie Willis, David G. Hartwell, Rick Green, Robert J. Sawyer, Urban Tapestry |
| 08 de febrero de 2002 - 10 de febrero de 2002       | Colony Hotel                                          | Toronto, Ontario     | Guy Gavriel Kay, John Howe, Julie E. Czerneda, Ted Nasmith |
| 21 de marzo de 2003 - 23 de marzo de 2003           | Colony Hotel                                          | Toronto, Ontario     | David Brin, Tanya Huff, Robert Gould, Brian Froud |
| 02 de abril de 2004 - 04 de abril de 2004           | Crowne Plaza Toronto Don Valley Hotel                 | Toronto, Ontario     | C.J. Cherryh, Robert Charles Wilson, Patrick Nielsen Hayden, Mark Askwith, Don Bassingthwaite, Gord Rose |
| 08 de abril de 2005 - 10 de abril de 2005           | Days Hotel & Conference Centre - Toronto Airport East | Toronto, Ontario     | Nalo Hopkinson, Dan Hutchinson, Tom Smith, Charles Vess, Peter Watts |
| 31 de marzo de 2006 - 02 de abril de 2006           | Crowne Plaza Toronto Don Valley Hotel                 | Toronto, Ontario     | Kelley Armstrong, Terry Brooks, Peter David, Ed Greenwood, Betsy Mitchell, Martin Springett, David Warren |
| 02 de marzo de 2007 - 04 de marzo de 2007           | Crowne Plaza Toronto Don Valley Hotel                 | Toronto, Ontario     | Cory Doctorow, Ed Beard Jr., Phyllis Gotlieb, Stephen Jones, Lee Knight y Chris Knight |
| 28 de marzo de 2008 - 30 de marzo de 2008           | Crowne Plaza Toronto Don Valley Hotel                 | Toronto, Ontario     | Yvonne Gilbert, Howard Tayler, Christopher Golden, Rebecca Moesta, Kevin J. Anderson, Dr. Shelley Rabinovitch, Glen Loates, Wayne Brown |
| 27 de marzo de 2009 - 29 de marzo de 2009           | Crowne Plaza Toronto Don Valley Hotel                 | Toronto, Ontario     | Melyssa Ade, Nigel Bennett, Kent Burles, David Drake, Michael Green, Joanne Ellen Hansen, Liana y Steven Kerzner, Mary-Ellen McAlonen, Tamora Pierce, Timothy Zahn |
| 09 de abril de 2010 - 11 de abril de 2010           | Toronto Don Valley Hotel                              | Toronto, Ontario     | Aaron Allston, Eric Flint, Todd McCaffrey, Nerdgasm, Cathy Palmer-Lister, Robert J. Sawyer |
| 08 de abril de 2011 - 10 de abril de 2011           | Toronto Don Valley Hotel                              | Toronto, Ontario     | Ben Bova, Kathryn Cramer, Julie Czerneda, Ellen Datlow, Larry Dixon, Dave Duncan, Scott Edelman, Eric Flint, Ed Greenwood, David G. Hartwell, Tanya Huff, Don Hutchison, Stephen Jones, Guy Gavriel Kay, Mercedes Lackey, Todd McCaffrey, Shawna McCarthy, Tamora Pierce, Howard Tayler, Élisabeth Vonarburg, Peter Watts |